# Santin (flavonol)
Santin es un flavonol. Ha sido aislado de Tanacetum microphyllum.